# 조선민주주의인민공화국의 섬 목록

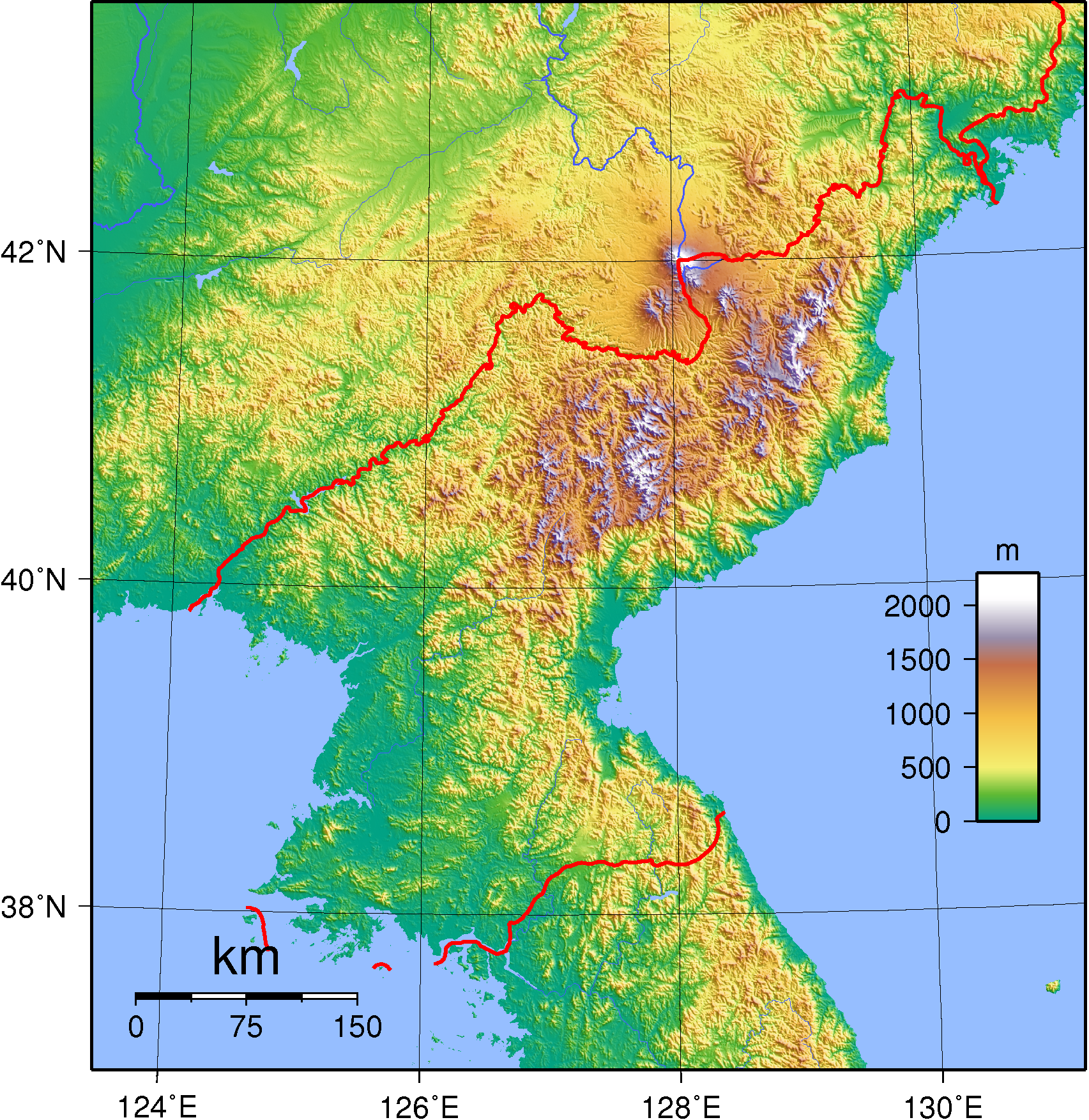
북한의 지형도

북한의 지도

조선민주주의인민공화국의 섬 목록은 조선민주주의인민공화국의 섬의 목록이다. 남한에 비해서 확연히 적은 수의 섬을 보유하고 있다. 주로 황해남도, 평안북도, 함경북도에 일부 섬들이 존재한다.

## 강원도(북)
- 황토도(黃土島, 원산시)
- 국도(國島, 통천군)
- 삼도(三島)
- 송도(松島, 고성군)

## 라선특별시
- 란도(卵島, 알섬)
- 대초도(大草島)
- 소초도(小草島)

### 하중도
- 두만강
  - 큰섬

## 평안남도
- 초도(椒島, 남포시)
- 덕도(德島, 남포시)
- 상취라도(上吹螺島, 온천군)
- 피도(避島, 남포시)
- 하취라도(下吹螺島, 온천군)

## 평안북도
- 가도(椵島, 철산군)
- 납도(蠟島, 선천군)
- 대감도(大甘島, 곽산군)
- 대화도(大和島, 철산군)
- 반성열도(盤城列島, 철산군)
- 삼차도(參瑳島, 철산군)
- 소감도(小甘島, 곽산군)
- 소랍도(小蠟島, 선천군)
- 소화도(小和島, 철산군)
- 신미도(身彌島, 선천군)
- 애도(艾島, 정주시)
- 우리도(牛里島, 철산군)
- 운무도(雲霧島, 정주시)
- 탄도(炭島, 철산군)

### 압록강의하중도
- 관마도(官馬島, 의주군) - 구리도(九里島)의 부속섬. 섬의 서쪽에 소관마도(小官馬島, 새알섬)가 있다.
- 구리도(九里島, 의주군)
- 다지도(多智島, 북부 의주군, 남부 신의주시) - 옛 검동도(黔同島), 난자도(蘭子島), 다지도(多智島), 마도(麻島) 등이 퇴적으로 합쳐진 섬.
- 동류초도(東柳草島, 신의주시)
- 류초도(柳草島, 신의주시)
- 비단섬(緋緞島, 신도군) - 신도(薪島)와 마안도(馬鞍島) 등을 1958년에 둑으로 연결하여 만든 인공섬.
  - 마안도(馬鞍島, 신도군) - 한국의 가장 서쪽 땅.
- 수구도(水口島, 의주군) - 섬의 동서쪽 양 끝이 중국 영토와 붙어 있다.
- 어적도(於赤島, 의주군) - 옛 어적도와 승아도(勝阿島)가 퇴적으로 합쳐진 섬.
- 위화도(威化島, 신의주시) - 조선 태조 이성계는 위화도 회군으로 정권을 잡고 조선 왕조를 개창하는 계기를 만들었다.
- 임도(荏島, 신의주시) - 옛 임도와 그 서쪽의 신도(薪島)가 퇴적으로 합쳐진 섬.
- 황금평(黃金坪, 신도군) - 옛 이름은 황초평(黃草坪)으로, 중국 영토와 붙어 있다.

## 평양직할시

### 대동강의 하중도
- 릉라도
- 두루섬
- 양각도

## 함경남도
- 전초도(全椒島, 리원군)
- 대저도(大猪島, 금야군)
- 마양도(馬養島, 신포시)
- 소저도(小猪島, 금야군)
- 화도(花島, 정평군)
- 웅도 大猪島, 금야군)

## 함경북도
- 쌍도(雙島)
- 양도(洋島)
- 강후이도(江厚耳島)
- 적도(赤島)
- 피도(避島)

### 하중도
- 두만강
  - 류다섬(柳多島, 경원군)
  - 매기도(每基島, 경원군)

## 황해남도
- 기린도(麒麟島)
- 대수압도(大睡鴨島)
- 마합도(麻哈島)
- 무도(茂島)
- 석도(席島)
- 소수압도(小睡鴨島)
- 순위도(巡威島)
- 어화도(漁化島)
- 용매도(龍媒島)
- 용호도(龍湖島)
- 월내도(月乃島)
- 창린도(昌麟島)
- 함박도 (연안군)

## 그 외
- 독도 - 북한은 독도를 자국의 영토로 인식하고 있으며, 일본의 독도 분쟁화에 대해 매우 비판적인 자세를 견지하고 있다.

## 같이 보기
- 대한민국의 섬 목록
- 하중도